# شاه‌بلاغ
شاه‌بلاغ (به ترکی آذربایجانی: Şahbulaq) یک روستا و بخش در جمهوری آذربایجان است که در شهرستان شرور واقع شده‌است. شاه‌بلاغ ۵۶۴ نفر جمعیت دارد.
نام پیشین آن، جغه‌زور بود.